# Traité interaméricain d'assistance réciproque
- États signataires
- États signataires s'étant retiré du traité
- Autres États

Le traité interaméricain d'assistance réciproque (ou traité de Rio ou pacte de Rio) est un traité établi en 1947 entre tous les États américains (sauf le Canada) conclu au début de la guerre froide contre le bloc soviétique et qui devint la clé de voûte de l'influence des États-Unis sur l'Amérique latine jusque dans les années 1980.

## Description
La conclusion de ce traité remplit l'une des clauses de l'acte de Chapultepec, signé en 1945, lors de la conférence de Mexico. Les principales dispositions du traité de Rio sont le règlement pacifique des conflits entre les États signataires et une défense commune contre toute agression, le principe étant posé qu’une attaque dirigée contre un État américain serait une attaque contre tous les États américains. Le traité vise principalement l'Union soviétique.
L'acte de Chapultepec lui-même avait été précédé, en 1940, d'une résolution de la Conférence panaméricaine affirmant le principe de la défense commune contre une agression venant d'un pays non-américain.
On observe une baisse continue d'influence du traité depuis la guerre des Malouines qui vit les États-Unis soutenir la Grande-Bretagne, rompant de facto le traité, processus qui s'est amplifié dès la fin de la guerre froide.
Le traité est dénoncé par le Mexique le 6 septembre 2002.
Le 5 juin 2012, les pays de l'ALBA, soit la Bolivie, l'Équateur, le Nicaragua et le Venezuela, se sont retirés du traité, une décision qu'a déploré l'administration Obama.

## États signataires
- Argentine (1948)
- Bahamas (1982)
- Brésil (1948)
- Chili (1948)
- Colombie (1948)
- Costa Rica (1948)
- États-Unis (1948)
- Guatemala (1948)
- Haïti (1948)
- Honduras (1948)
- Panama (1948)
- Paraguay (1948)
- Pérou (1948)
- République dominicaine (1948)
- Salvador (1948)
- Trinité-et-Tobago (1967)
- Uruguay (1948–2019, 2020)
- Venezuela (1948 - 2012, 2019)[note 1]

### États s'étant retirés du TIAR
- Cuba (1948 - 1962)
- Mexique (1948 - 2002)
- Bolivie (1948 - 2012)
- Équateur (1948 - 2012)
- Nicaragua (1948 - 2012)